# Кирил Трайчев
Кирил Трайчев Настев в български духовник, общественик и революционер, деец на Вътрешната македоно-одринска революционна организация.

## Биография
Роден е в 1884 година във Велес. Става игумен на манастира „Свети Димитър“. През 1902 година е покръстен във ВМОРО от войводата Никола Дечев. На 19 август 1903 година заедно с велешките учители Антон Димов и Михаил Шуманов организира саботиране на железопътната линия и прерязване на телеграфни стълбове край Згрополци. Застава начело на чета, съставена от Христо Зайков, Тане Зулумчето, Дане Мишев, Гьошо Поппавлов, Иван Попов, Диме Гочев, Христо Поппавлев, Диме Камчев от Скачанци, Лазар Трайчев и Христо Димов от Гърнчище.
След потушаването на Илинденско-Преображенското въстание остава неразкрит и живее легално във Велес.
Прехвърля се в Свободна България, където е енорийски свещеник в Нови пазар и същевременно е председател и подпредседател на Новопазарското македонско благотворително братство. Живее в Каспичан.
Дочаква освобождението на Вардарска Македония през 1941 година и от 9 септември същата година е в настоятелството на Велешкото дружество на Илинденската организация.
Умира след 1942 година.